# Partille pastorat
Partille pastorat är ett pastorat i Mölndals och Partille kontrakt i Göteborgs stift i Partille kommun i Västra Götalands län. 
Pastoratet har funnits i två tidsperioder.
Före 2014 var det ett eget pastorat för Partille församling. 2014 uppgick detta pastorat med Sävedalens pastorat och bildade då Partille-Sävedalens pastorat omfattande de två församlingarna.:
2015 återfick pastoratet namnet Partille pastorat samtidigt som det utökades.
Pastoratet består av följande församlingar:
- Partille församling
- Sävedalens församling
- Furulund-Öjersjö församling (före 2024) Furulunds församling

Pastoratskod är 081812 (var före 2020 081009).